# Louis Sabourin
Pour les articles homonymes, voir Sabourin.
 (février 2019).
Louis Sabourin, né à Québec en 1935, est un universitaire canadien, professeur émérite, pionnier dans le domaine des études et de la coopération internationales,,,. Il est également le fondateur et directeur d'institutions à caractère international, chercheur et auteur, conseiller juridique, pédagogue et conférencier, et de 1983 jusqu'en 2016 professeur titulaire à l'École nationale d'administration publique (ENAP) à Montréal, après avoir été président du Centre de développement de l'OCDE à Paris et doyen de la Faculté des Sciences sociales de l’Université d’Ottawa.
Professeur invité dans des universités canadiennes et étrangères, il rédige et coordonne plusieurs ouvrages et articles. Il est à l’origine de l'établissement de programmes et de projets à l’étranger, en particulier en Afrique et dans d'autres pays du tiers monde, ainsi que d’organismes et de programmes au Canada dont l’Institut de Coopération internationale (ICI) à l’Université d’Ottawa, le Groupe d’Étude, de Recherche et de Formation internationales (GERFI) à l’ENAP et le Conseil des relations internationales de Montréal (CORIM). Son intérêt pour la vie internationale le conduit sur tous les continents. Il anime des émissions et des cours à la radio et la télévision, notamment aux Nations-Unies à New York et à Radio-Canada de même qu’à la chaîne éducative Télé-Savoir, à Montréal, où il coordonne pendant 10 ans la série «Parcours international». Il est récipiendaire de nombreux prix et distinctions, dont l'Ordre du Canada (2018), l'Ordre national du Québec (2018), l'Ordre national du Burkina Faso (2005), l'Ordre national de la Légion d'honneur de France (1989), un doctorat honoris causa de l'université Paris-V-René Descartes (1998), ainsi que de l'Université nationale du Bénin (1973).

## Biographie

### Études
Louis Sabourin est né à Québec en 1935. Il est diplômé en science politique et en droit de l'université d'Ottawa. Il obtient ensuite le diplôme de l'Institut d'études politiques de Paris (section Relations internationales), ainsi qu'un diplôme en littérature française contemporaine de la Sorbonne. 
En 1958, il revient à l’université d’Ottawa où, tout en enseignant les relations internationales, il reçoit sa licence de droit et est admis en 1961 au Barreau du Québec. Il continue ses études doctorales à l’université Columbia à New York où il obtient son doctorat en droit public et relations internationales. Enfin, il participe à des sessions d’études et de recherches postdoctorales aux universités de Stanford et Harvard.

### Carrière universitaire
Louis Sabourin entreprend sa carrière de professeur en 1958 au département de Science politique de l'Université d’Ottawa. Il en devient le directeur à l’automne 1964 puis, l’année suivante, est nommé, à 29 ans, le plus jeune doyen du Canada, à l’époque, à la Faculté des Sciences sociales de l’Université d’Ottawa où il continuera d’enseigner pendant son mandat.
Il est aussi invité à donner des cours à la Faculté de droit de l’Université d’Ottawa et à la Faculté des Sciences sociales de l’Université Laval à Québec (1965-1969) et plus tard à l'Université Saint-Paul d'Ottawa (1987-1989), à l'Université McGill et à l’Université de Montréal (1989-1996). De 1968 à 1998, il est, chaque année, professeur invité dans des institutions universitaires françaises, dont l’Institut international d’administration publique de Paris, les universités d’Aix, Bordeaux, Paris-I-Sorbonne et Paris-V-René Descartes ; il est aussi Visiting Senior Research Fellow à l’Université d'Oxford (1974-1975) ; professeur invité à l’Université Northwestern (1976 et 1977) à Chicago, Visiting Scholar aux Universités de Notre-Dame du Lac et de Stanford (1992) ainsi qu’à l’Institut universitaire européen de Florence (1999) ; il enseigne à l'Académie d’administration publique de Hanoï (2000) au Viêt Nam et à plusieurs reprises à l’Université de Cotonou au Bénin. Depuis son entrée à l’ENAP en 1983, il assume jusqu’en 2015 des enseignements sur les organisations économiques internationales.

### Services à la communauté scientifique et professionnelle
Au cours des années 1960, le professeur Sabourin participe à la création de sociétés à caractère académique et professionnel, dont l'Association canadienne de science politique, l’Association canadienne des études africaines, le Conseil canadien de Droit international et l'Association des études canadiennes. Il a été membre du conseil d’administration de l’Association canadienne-française pour l'avancement des sciences (Acfas), de la Société québécoise de science politique, de l’Association des universités partiellement ou entièrement de langue française (1975-1977) devenue l'Agence universitaire de la Francophonie. Il a présidé des comités du Conseil des arts du Canada et du Conseil des recherches en sciences sociales du Canada.
En 1985, il fonde le Conseil des relations internationales de Montréal (CORIM) qui devient l’une des principales tribunes publiques à Montréal. À cette même époque, il contribue à la mise en place de la Société de droit international économique dont il assume la présidence pendant huit ans. Il collabore à l’établissement de la Fondation Asie-Pacifique du Canada dont il est membre du conseil d’administration entre 1984 et 1990.
En 1979, il est élu à l'Académie des sciences humaines de la Société royale du Canada. En 1984, il est nommé à la Commission pontificale Justice et Paix à Rome et en 1994 à l'Académie pontificale des sciences sociales où il préside le comité sur la mondialisation de 2000 à 2007.
Durant la décennie 1998-2008, il est titulaire de la chaire de l'UNESCO de l’Institut international Jacques Maritan à Trévise en Vénétie, Italie.

### Mandats d'instances publiques
Au début de sa carrière, le Professeur Sabourin est étroitement impliqué dans l’établissement des écoles secondaires publiques francophones en Ontario, ainsi qu’aux travaux de la Commission sur le bilinguisme et le biculturalisme pour laquelle il rédige une étude sur la dualité culturelle dans les relations internationales du Canada. Il est membre du comité (1968-1970) chargé de définir la politique canadienne en matière d’assistance et de coopération, en particulier les orientations de la nouvelle Agence canadienne de développement international (ACDI) et du Centre de recherche en développement international (CRDI).
Entre 1965 et 1971, il est associé aux recherches établies dans le cadre des conférences constitutionnelles au Canada. À la demande du Premier ministre québécois, Robert Bourassa, il participe à la Conférence de Victoria, en 1971, à titre de conseiller spécial en relations internationales. Par la suite, il est associé à la mise en place des institutions de la Francophonie, en particulier de l’École internationale de Bordeaux dont il assume la présidence du Conseil scientifique de 1974 à 1992.  
En 1973, il est choisi pour faire partie de la délégation canadienne en République populaire de Chine chargée de préparer la première visite officielle du Premier Ministre Pierre Eliott Trudeau. Il fut aussi membre de la délégation officielle du Canada lors de l’assemblée générale de l’UNESCO, en 1970, et des Nations unies, en 1982.
À diverses reprises, il agit à titre de conseiller auprès d’entités gouvernementales du Canada, du Québec, de l’Ontario, de la ville de Montréal et d’organismes internationaux, dont l’ONU, le PNUD (Programme des Nations unies pour le développement), la CNUCED (Conférence des Nations unies sur le commerce et le développement) et l’UNESCO. Il est nommé membre du « Comité des Sages » lors de la révision de la politique étrangère du Canada, en 1994. L’année suivante, il participe aux travaux du Comité canadien pour la révision de la charte de l’ONU, à l’occasion du 50e anniversaire de cette organisation mondiale.
De 1989 à 1998, il est invité à agir à titre d’avocat-conseil en droit international auprès du Cabinet Hudon, Gendron, Harris, Thomas, à Montréal.

### Initiatives en matière de développement et de coopération internationale
En 1968, le professeur Sabourin fonde l’Institut de coopération internationale (ICI) et de développement à l’Université d'Ottawa qui met en place les premiers programmes canadiens à l’intention des fonctionnaires des pays en développement de la francophonie d’abord, puis d’Amérique latine, des Caraïbes et d’Asie. Ces programmes ont permis à de nombreux ressortissants étrangers diplômés de l’ICI d’occuper des postes de direction sur le plan national et international. L’ICI crée aussi un programme d’études (PRODEV) à l’intention de Canadiens souhaitant faire carrière dans la gestion du développement international.
D’une manière particulière, le Professeur Sabourin contribue à l’établissement d’entités de formation au Cameroun, au Niger, en République démocratique du Congo ainsi qu’en Haïti. Il propose la fondation et coopère à la mise en œuvre du Centre d’étude et de formation en administration publique (CEFAP) qui devient par la suite l'École nationale d’administration et de magistrature (ENAM) du Bénin. Il est conseiller spécial et rapporteur en vue de l’établissement de l’Institut des hautes études internationales du Burkina Faso (2005).

### Centre de développement de l'OCDE à Paris
En 1976, le gouvernement canadien endosse et propose sa mise en candidature à la présidence du Centre de développement de l'OCDE à Paris. Il est élu, l’année suivante, à l’unanimité des 25 pays membres de l’époque.
En plus de s’occuper des rapports et des échanges d’expériences avec le tiers monde, de veiller à la tenue des statistiques et des comptes nationaux, ainsi que de la documentation sur les pays en développement, le Centre a pour mission, à l’époque, d’établir des programmes de coopération avec des institutions en Asie, au Moyen-Orient, en Amérique latine, dans les Caraïbes et en Afrique. Pendant sa présidence, le professeur Sabourin établit un programme axé sur la montée de l’interdépendance dans les domaines de l’alimentation, les matières premières, le commerce mondial, les transferts technologiques, les investissements étrangers, le financement et la gestion du développement ainsi que le rôle des ONG dans le monde économique et social.

### Le GERFI
Au terme de son mandat à l’OCDE, il est invité par le premier ministre du Québec, René Lévesque, à étudier la création d’un programme d’études internationales, lequel est établi à l’ENAP, en 1983, par le Groupe d’Étude, de Recherche et de Formation Internationales (GERFI) dont  Louis Sabourin est le directeur pendant vingt et un ans. Après avoir formé plus de mille diplômés en administration internationale à Montréal, Québec et Gatineau, l’ENAP crée en 2013, à l’occasion du 30e anniversaire du GERFI, le Prix Louis-Sabourinen administration internationale, remis annuellement à un diplômé dans cette discipline. Il prend sa retraite officielle de l’ENAP à la fin de décembre 2015, tout en apportant sa coopération au nouveau Réseau des Diplômé(e)s en administration internationale de l’École,,.

## Distinctions et prix
- 1973 : Doctorat honoris causa de l'Université nationale du Bénin
- 1974-1975 : Visiting Senior Research Fellow, Jesus College et Queen Elisabeth House, University of Oxford
- 1975 : Australian Visiting Fellow (Canberra, 1975)
- 1974-1992 : Président du Conseil scientifique de l'École internationale de Bordeaux, France
- 1977 : Membre de l'Académie des Sciences humaines de la Société Royale du Canada
- 1981 : Grand officier dans la Confrérie du Tastevin, France
- 1981 : Professeur émérite, Université d’Ottawa
- 1982-1992 : Professeur invité, Paris-I-Sorbonne
- 1993-1998 : Professeur invité, Paris-V
- 1984-1994 : Membre du Conseil Pontifical Justice et Paix, Rome
- 1988 : Chevalier dans l’Ordre de la Pléiade de la Francophonie
- 1989 : Chevalier dans l’Ordre de la Légion d'Honneur de France
- 1992 : Visiting Scholar, Kellogg Institute for International Studies, University of Notre-Dame
- 1992 : Finaliste du Prix du Gouverneur général du Canada pour son ouvrage Passion d'être, désir d'avoir : le dilemme Québec-Canada dans un univers en mutation[28]
- 1993 : Prix Méritas, Association des diplômés de l'Université d'Ottawa
- 1994 : Membre de l'Académie Pontificale des Sciences Sociales[29]
- 1995 : Prix d'excellence international pour la contribution à l'Afrique
- 1998 : Doctorat honoris causa, Paris-V-René Descartes
- 1999 : Visiting Scholar, Institut Universitaire Européen de Florence, Italie
- 1998-2008 : Titulaire de la Chaire UNESCO, Institut international Jacques-Maritain, Treviso- Rome
- 2004 : Président d’honneur, GERFI, ENAP
- 2005 : Ordre national du Burkina Faso
- 2006 : Prix d'excellence en enseignement de l'ENAP
- 2007 : Prix international Justice & Paix, Rome
- 2010 : Prix Pierre-De-Celles d'excellence en enseignement de l'Institut canadien d'administration publique
- 2010 : Président d'honneur du CORIM, Montréal
- 2013 : Création par l’ENAP du « Prix Louis-Sabourin » en administration internationale
- 2017 : Médaille d’or du Ministère des Relations internationales et de la Francophonie  du Québec, à titre de fondateur du CORIM
- 2018 : Officier de l'Ordre national du Québec[5],[30]
- 2018 : Membre de l'Ordre du Canada[31]
- 2019 : Officier de l'Ordre de Montréal[32]

## Publications

### Monographies
- 2003 : The Governance of Globalization (éd.). Rome, Cité du Vatican, 403 p.
- 2002 : Globalization and Inequalities (éd.). Rome, Cité du Vatican, 192 p.
- 2001 : Globalisation, Ethical and Institutional Concerns (éd.). Rome, Cité du Vatican, 408 p.
- 2000 : The Social Dimensions of Globalisation (éd.). Rome, Cité du Vatican, 93 p.
- 1995 : Droit international du développement et pratique du Canada et du Québec en matière de coopération. Montréal, Coop Droit, 537 p.
- 1994 : Les organismes économiques internationaux. Paris, La documentation française, 481 p.
- 1994 : La recherche d'un emploi dans les organisations internationales. Montréal, Éditions Vermette, 138 p.
- 1992 : Passion d'être, désir d'avoir: le dilemme Québec-Canada dans un univers en mutation. Montréal, Éditions du Boréal, 213 p.
- 1989 : L'endettement international: fondements et conséquences. Montréal, GERFI-ENAP, 74 p.
- 1987 : La coopération multilatérale francophone (co-dir). Paris, Économica, 375 p.
- 1973 : Allier la théorie à la pratique : le développement de la Chine nouvelle. Ottawa, Institut de Coopération internationale, Université d'Ottawa, 97 p.
- 1971 : Canadian Federalism and International Organizations : A Focus on Quebec. New York, Columbia University, Faculty of Political Science, 502 p.
- 1970 : La dualité culturelle dans les activités internationales du Canada. Ottawa, Information Canada, 136 p.
- 1968 : Le système politique du Canada: institutions fédérales et québécoises (dir.). Ottawa, Éditions de l'Université d'Ottawa, 517p.